# Кахиани, Исидор Несторович
Исидор Несторович Кахиани (1904 год, село Гагида, Сухумский округ, Кутаисская губерния, Российская империя — неизвестно, село Гагида, Гальский район, Абхазская АССР, Грузинская ССР) — бригадир колхоза «Чита Чхория» Гальского района, Абхазская АССР, Грузинская ССР. Герой Социалистического Труда (1948).

## Биография
Родился в 1904 году в крестьянской семье в селе Гагида Сухумского округа.
С раннего возраста трудился в сельском хозяйстве. Во время коллективизации вступил в местную сельскохозяйственную артель, которая позднее была преобразована в колхоз «Чита Чхория» Гальского района. В послевоенные годы — бригадир в этом же колхозе.
В 1947 году бригада под его руководством собрала в среднем с каждого гектара по 70,5 центнеров кукурузы на участке площадью 6 гектаров. Указом Президиума Верховного Совета СССР от 21 февраля 1948 года удостоен звания Героя Социалистического Труда за «получение высоких урожаев кукурузы и пшеницы в 1947 году» с вручением ордена Ленина и золотой медали «Серп и Молот» (№ 698).
Этим же указом званием Героя Социалистического Труда были награждены труженики колхоза «Чита Чхория» бригадир Авксентий Зосимович Шелия, звеньевые Калистрат Петрович Джалагония, Дзика Ростомович Кварацхелия и Виктор Басаевич Пацация.
После выхода на пенсию проживал в родном селе Гагида. Дата смерти не установлена.